# Dryófyto
Dryófyto är en ort i Grekland.   Den ligger i prefekturen Nomós Prevézis och regionen Epirus, i den centrala delen av landet, 280 km nordväst om huvudstaden Aten. Dryófyto ligger 326 meter över havet och antalet invånare är 324.
Terrängen runt Dryófyto är kuperad söderut, men norrut är den bergig.Runt Dryófyto är det ganska glesbefolkat, med 29 invånare per kvadratkilometer. Närmaste större samhälle är Arta, 14,8 km sydost om Dryófyto. Trakten runt Dryófyto består till största delen av jordbruksmark.